# José Pedro Pérez-Llorca
José Pedro Pérez-Llorca (ur. 30 listopada 1940 w Kadyksie, zm. 6 marca 2019 w Madrycie) – hiszpański prawnik i polityk, minister spraw zagranicznych Hiszpanii w latach 1980–1982.

## Życiorys
Urodził się 30 listopada 1940. Ukończył studia prawnicze na Uniwersytecie Complutense w Madrycie. Pracował jako profesor prawa konstytucyjnego w swojej macierzystej uczelni, a potem został członkiem partii politycznej Unii Demokratycznego Centrum. W latach 1977–1982 zasiadał w hiszpańskim parlamencie, reprezentując prowincję Madrytu. Następnie został mianowany ministrem ds. prezydencji i ministrem administracji terytorialnej w rządzie premiera Adolfa Suáreza.
We wrześniu 1980 został mianowany ministrem spraw zagranicznych, zastępując na tym stanowisku Marcelino Oreję. Na czele rządu stanął premier Leopoldo Calvo-Sotelo. Był współzałożycielem kancelarii prawnej o nazwie Pérez-Llorca oraz członkiem rady powierniczej Fundacji FAES i międzynarodowej korporacji linii lotniczych (IAG).
Zmarł 6 marca 2019.